# Home Guard
A Home Guard (angol nemzetőrség) Nagy-Britanniában a második világháború alatt önkéntesekből szerveződött katonai alakulat, amely 1940 és 1944 között állt fenn. A Home Guard nevét Winston Churchill miniszterelnöktől kapta; korábbi elnevezése Local Defence Volunteers (LDV, Helyi Önkéntes Védőerő) volt. 1942-ben a polgári lakosság bizonyos rétegei számára kötelezővé tették a Home Guardban való részvételt, s körülbelül egymillióan szolgáltak benne szabadidejükben. Megalakulása első évében többen voltak  az alakulatnál, mint ahány lőfegyver rendelkezésre állt, így a tagok olykor seprűnyéllel voltak kénytelenek gyakorlatozni. Az egység végül soha nem került bevetésre, de a háború első éveiben a harci szellem ébren tartásával jó szolgálatot tett.